# Yingaresca spiloptera
Yingaresca spiloptera is een keversoort uit de familie bladkevers (Chrysomelidae). De wetenschappelijke naam van de soort werd in 1959 gepubliceerd door Blake.
Na de eerste vondst in 1946 in een vliegtuig blijkt de soort na onderzoek in 2022 inheems te zijn op Curaçao.